# Piper crenatifolium
Piper crenatifolium är en pepparväxtart som beskrevs av Trel. & Yunck.. Piper crenatifolium ingår i släktet Piper och familjen pepparväxter. Inga underarter finns listade i Catalogue of Life.